# Hajime Tanabe
Hajime Tanabe (田辺 元) (3 de febrero de 1885 – 29 de abril de 1962) fue un filósofo japonés de la Escuela de Kioto. En 1947 se convirtió en miembro de la Academia de Japón, en 1950 recibió la Orden del Mérito Cultural, y en 1957 un doctorado honorario de la Universidad de Friburgo.
Nació en Tokio. Su padre era el director de la Academia Kaisei. Hajime concurrió a la Universidad de Tokio inicialmente como un estudiante de ciencias naturales, posteriormente orientó sus estudios hacia la literatura y la filosofía. Se desempeñó como profesor en la Universidad Tohoku.

## Biografía
Tanabe fue uno de los fundadores de la Escuela de Kioto, donde también participaban los filósofos Kitaro Nishida y Keiji Nishitani. Todos los filósofos de esta escuela han sido criticados por lo que se percibe fue el rol activo que tuvieron en el régimen imperial nacionalista en japonés. Sin embargo, su resistencia al entorno político ha sido documentado en detalle por James Heisig. 
Tanabe nació en el seno de una familia dedicada a la educación. Su padre era el director de la escuela secundaria Kaisei. El padre de Tanabe también era un erudito de Confucio, cuyas enseñanzas es posible hayan influido sobre el pensamiento filosófico y religioso de Tanabe. Tanabe también enseñó inglés en  Kaisei luego de graduarse en la Universidad de Tokio.
Luego de graduarse en la universidad, Kitaro Nishida invitó a Tanabe a enseñar en la Universidad Imperial de Kioto  (actualmente Universidad de Kioto). Cuando Nishida se retira Tanabe toma su cátedra. Si bien comenzaron siendo amigos, y compartían varios conceptos filosóficos tales como la Nada Absoluta, Tanabe fue adoptando una postura crítica con respecto a la filosofía de Nishida. Muchos de los escritos de Tanabe luego que Nishida se retiró atacan de manera implícita la filosofía de Nishida.
En 1919, Tanabe aceptó el cargo de Profesor Asociado en la Universidad de Kioto. Estuvo dos años estudiando en Alemania en la Universidad de Berlín y luego en la Universidad de Freiburgo en el período 1922-1924. En Friburgo, estudió con Edmund Husserl y tuvo de tutor a Heidegger. La influencia de estos dos filósofos se manifestó sobre Tanabe durante toda su vida, y gran parte de su pensamiento posee las suposiciones y terminología de la ontología.
Durante la expansión japonesa y la guerra, Tanabe trabajó con Nishida y otros para mantener el derecho a la libre expresión académica. Y aunque criticó la carta de Heidegger inspirada en el nazismo, el propio Tanabe se vio envuelto en el esfuerzo bélico japonés, y sus cartas a los estudiantes que partían a la guerra muestran muchos de las mismas expresiones e ideología utilizadas por las potencias militares reinantes. Son aún más criticables sus ensayos en defensa de la superioridad racial japonesa y del estado japonés, utilizando su teoría de la Lógica de las Especies para propalar e instigar la ideología militarista.
Durante los años de la guerra, Tanabe escribió y publicó muy poco, tal vez reflejando la disquisición  moral que explicita en su monumental obra de la posguerra, Filosofía como Metanoética. Esta obra es entendida como una confesión y arrepentimiento (metanoia) por su apoyo al esfuerzo bélico. Intenta presentar un camino filosófico para superar a la propia filosofía, lo cual sugiere que el pensamiento tradicional Occidental contiene las semillas del marco ideológico que condujo a la Segunda Guerra Mundial.
Sus actividades y las acciones de Japón en su conjunto, pesaron sobre Tanabe durante el resto de su vida. En 1951, escribió:

Pero las tensiones de la Segunda Guerra Mundial fueron en constante aumento y con ellas la regulación del pensamiento, yo con mi débil voluntad, fui incapaz de resistir y terminé cediendo en cierta medida al ánimo que prevalecía, lo cual es una vergüenza mayor que la que puedo soportar. El militarismo ciego condujo en forma precipitada a muchos de nuestros graduados a los campos de batalla; entre los caídos hubo más de diez en filosofía, por lo cual me siento muy responsable y con remordimiento. Solo puedo agachar mi cabeza y lamentar mi pecado con sinceridad.

Después de escribir estas palabras Tanabe vivió otros once años, falleciendo en 1962 en Kita-Karuizawa, Japón.

### Artículos
Cestari, Matteo, "Between Emptiness and Absolute Nothingness: Reflections on Negation in Nishida and Buddhism."
Ruiz, F. Perez, "Philosophy in Present-day Japan," in Monumenta Nipponica  Vol. 24, No. 1/2 (1969), pp. 137–168.
Heisig, James W., "Tanabe's Logic of the Specific and the Critique of the Global Village," Archivado el 28 de julio de 2021 en Wayback Machine. in Eastern Buddhist, Autumn95, Vol. 28 Issue 2, p198.
Rebeca Maldonado Rodriguera, “La mediación absoluta y el camino de la transformación religiosa en Tanabe Hajime,” European Journal of Japanese Philosophy 1 (2016), 107–124.
Sakai, Naoki, "SUBJECT AND SUBSTRATUM : ON JAPANESE IMPERIAL NATIONALISM,"
in Cultural Studies; Jul2000, Vol. 14 Issue 3/4, p462-530 (AN 4052788)
Viglielmo, V. H., "An Introduction to Tanabe Hajime's Existence, Love, and Praxis" in Wandel zwischen den Welten: Festschrift für Johannes Laube, (Peter Lang, 2003) pp. 781–797.
Waldenfels, Hans, "Absolute Nothingness. Preliminary Considerations on a Central Notion in the Philosophy of Nishida Kitaro and the Kyoto School," in Monumenta Nipponica, Vol. 21, No. 3/4 (1966), 354–391.
Williams, David, "In defence of the Kyoto School: reflections on philosophy, the Pacific War and the making of a post-White world," in Japan Forum, Sep2000, Vol. 12 Issue 2, 143-156.